# Rr (отладчик)
[проверить перевод]
rr — это отладчик для Linux, использующий процесс записи и воспроизведения выполнения программы. Во время фазы воспроизведения, rr предоставляет дополнительные возможности для gdb, например, поддержку обратного исполнения кода.
Изначально, rr был разработан компанией Mozilla, для отладки своего браузера Mozilla Firefox. При создании данной программы, были поставлены следующие цели: нацеленность на отладку Firefox, возможность установки на обычное оборудование, высокая производительность, максимальный результат с минимальными затратами на разработку, бесплатное распространение продукта. Все цели проекта были достигнуты.

## Принцип работы
rr записывает процессы пользовательского пространства Linux, перехватывая входные данные ядра и сохраняя поток управления, память и содержимое регистров. Он обеспечивает детерминированную отладку и расширяет возможности таких инструментов как фаззеры.